# Xuân Diệu
Xuân Diệu, celým jménem Ngô Xuân Diệu (2. února 1916 provincie Bình Định – 18. prosince 1985 Hanoj) byl jedním z nejvýznamnějších[zdroj⁠?!] vietnamských básníků 20. století. Užíval též pseudonymu Trao Nha (viet. Trảo Nha). 
Napsal kolem 450 převážně milostných básní, několik povídek, eseje a literární kritiky. Kromě toho také překládal poesii (mj. Nazım Hikmet, Nicolás Guillén). Jeho otec byl učitelem. V roce 1943 vystudoval Xuan Zieu zemědělské inženýrství, v témže roce se připojil k národně osvobozeneckému hnutí Viet Minh. Je velmi znám především pro svou milostnou poesii, jeho básnické sbírky Poesie (viet. Thơ thơ, 1938) a Vůně na křídlech větru (viet. Gửi hương cho gió, 1945–67), oslavující mládí, lásku (z části homosexuální) a přírodu jsou velmi známé, čtou se na vietnamských školách. Je označován za „největšího z nových básníků“ a „krále milostných básní“. V Hanoji je po něm pojmenována ulice.